# Nicholas Hoff
Nicholas John Hoff (né le 3 janvier 1906 à Magyarovar; † 4 août 1997 à Stanford (Californie)) est un ingénieur en aéronautique américain d'origine hongroise. Il a enseigné la mécanique à l'Université Stanford et est l'auteur de nombreux travaux sur le flambage des coques minces et multicouches.

## Biographie
Hoff a d'abord fréquenté le lycée protestant de Budapest où, aux côtés d'Antal Doráti, il jouait du violon dans l'orchestre de l'école. Il poursuivit ses études auprès d'Aurel Stodola à l’École polytechnique fédérale de Zurich et obtint son diplôme d'ingénieur en 1928. Il fut embauché chez Moteurs Manfred Weiss à Budapest. En 1938 il part aux États-Unis préparer sa thèse de doctorat sous la direction de Stephen Timoshenko à Stanford,. Interdit de séjour dans la Hongrie fasciste, il trouve un emploi au Centre d'études sismologiques et dynamiques de Stanford, dans l'équipe de Lydik Jacobsen, chargée d'étudier le comportement des bâtiments au séisme. En 1940 il quitte Stanford pour un poste de chargé de cours au Polytechnic Institute of Brooklyn. En 1942 il soutient sa thèse à Stanford (Stresses in a space curved bar reinforcing the edge of a cut-out in a monocoque fuselage). En 1946 il se voit proposer une chaire de sciences de l'ingénieur au Polytechnic Institute et devient en 1950 président de la Faculté d'Aéronautique et de Mécanique Appliquée. En 1957 il est chargé, sur la recommandation de Theodore von Kármán, de former la Faculté d'ingénieurs en Aéronautique de Stanford (qui deviendra en 1962 Department of Aeronautics and Astronautics). Il est élevé au rang de professeur émérite en 1971.
Hoff a été professeur-invité de l'université Monash (1971), du Georgia Institute of Technology (1973), de l’École polytechnique fédérale de Zurich (1975), de Cranfield Institute of Technology (1974-75) et de l’Institut polytechnique Rensselaer de 1976 à 1981.
Hoff a joué un rôle pionnier dans l'analyse de la stabilité des coques minces, en particulier des structures monocoques en aéronautique. Il a précisé les phénomènes de surchauffe dans le vol supersonique et déterminé les conditions de claquage des structures sandwich en aluminium dans les avions.
Ses travaux ont été récompensés par la médaille Worcester-Reed-Warner de l'ASCE (1967), la Médaille Theodore von Karman (1972), la médaille de l'ASME (1974) et la médaille Daniel Guggenheim (1983). Il était membre de l'American Academy of Arts and Sciences depuis 1968 et de la National Academy of Engineering. Il a donné la conférence inaugurale du Wilbur Wright Memorial de la Royal Aeronautical Society à Londres en 1953.
Il a présidé le XIIe Congrès international de l’IUTAM (1968) à Stanford.
Il a été marié à Vivian Church († 1962) et s'est remarié en 1972 avec Ruth Kleczewski.

## Écrits
- The Analysis of Structures, based on the minimal principles and the principle of virtual displacements, éd. Wiley (1956)
- coordinateur du recueil High temperature effects in aircraft structures, chez Pergamon Press (1958)